# Ekstremofil
Ekstremofil je organizam koji uspeva u fizički ili geohemijski ekstremnim uslovima koji su štetni za većinu životnih formi na Zemlji. Organizmi koji žive u umerenijem okruženju se nazivaju mezofilima ili neutrofilima. Ime ove kategorije je u izvesnoj meri nepodesno jer poziva na subjektivno zauzimanje stavova u pogledu dva pitanja. Prvo, stepena devijacije od normalnog, i drugo, da li organizam preferira životnu sredinu ili je samo toleriše.
Tokom 1980-tih i 1990-tih je nađeno da mikrobni život ima neverovatnu fleksibilnost u pogledu preživljavanja u ekstremnim uslovima, u sredinama koje su izuzetno vruće ili kisele, i koje bi bile kompletno nepodesne za složenije organizame. Neki naučnici čak tvrde da je život na Zemlji započeo u hidrotermalnim izvorima duboko ispod površine okeana.

## Karakteristike
Tokom 1980-ih i 1990-ih, biolozi su otkrili da mikrobiološki život ima veliku fleksibilnost za preživljavanje u ekstremnim sredinama – na primer u nišama koje su kisele, izuzetno tople ili unutar neregularnog vazdušnog pritiska – koje bi bile potpuno negostoljubive za složene organizme. Neki naučnici su čak zaključili da je život možda počeo na Zemlji u hidrotermalnim otvorima daleko ispod površine okeana.
Prema astrofizičaru Stejnu Sigurdsonu, „Postoje održive bakterijske spore koje su pronađene da su stare 40 miliona godina na Zemlji — i zna se da su veoma otporne na zračenje.“ Neke bakterije su pronađene kako žive u hladnoći i mraku u jezeru zakopanom pola milje duboko ispod leda na Antarktiku, i u Marijanskom rovu, najdubljem mestu u Zemljinim okeanima. Ekspedicije Međunarodnog programa za otkrivanje okeana pronašle su mikroorganizme u sedimentu od 120 °C koji je 1,2 km ispod morskog dna u zoni subdukcije Nankaj korita. Neki mikroorganizmi su pronađeni kako napreduju unutar stena do 1.900 ft (580 m) ispod morskog dna ispod 8.500 ft (2.600 m) okeana kod obale severozapadnih Sjedinjenih Država. Prema jednom od istraživača, „mikrobe možete pronaći svuda — oni su izuzetno prilagodljivi uslovima i preživljavaju gde god da se nalaze.“ Ključ za adaptaciju ekstremofila je njihov sastav aminokiselina, koji utiče na njihovu sposobnost savijanja proteina pod određenim uslovima. Proučavanje ekstremnih okruženja na Zemlji može pomoći istraživačima da shvate granice nastanjivosti na drugim svetovima.
Tom Gejsens sa Univerziteta Gent u Belgiji i neke od njegovih kolega su predstavili nalaze istraživanja koji pokazuju da su spore više vrsta bakterija Bacillus preživele i još uvek bile održive nakon što su zagrejane do temperature od 420 °C (788 °F).
| Granice poznatog života na Zemlji | Granice poznatog života na Zemlji                         | Granice poznatog života na Zemlji | Granice poznatog života na Zemlji                                |
| Faktor                            | Okruženje / izvor                                         | Ograničenja                       | Primeri                                                          |
| --------------------------------- | --------------------------------------------------------- | --------------------------------- | ---------------------------------------------------------------- |
| Visoka temperatura                | Podmorski hidrotermalni otvori, okeanska kora             | 110 do 121                        | ,                                                                |
| Niska temperatura                 | Led                                                       | -20 do -25                        |                                                                  |
| Alkalni sistemi                   | Alkalna jezera                                            | > 11                              |                                                                  |
| Kiselinski sistemi                | Vulkanski izvori, kisela rudnička drenaža                 | -0,06 do 1,0                      |                                                                  |
| Jonizujuće zračenje               | Kosmički zraci, rendgenski zraci, radioaktivni raspad     | 1.500 do 6.000 Gy                   | Deinococcus radiodurans, Rubrobacter, Thermococcus gammatolerans |
| Ultraljubičasto zračenje          | Sunčeva svetlost                                          | 5.000 J/m2                           | Deinococcus radiodurans, Rubrobacter, Thermococcus gammatolerans |
| Visok pritisak                    | Marijanski rov                                            | 1.100 bar                            |                                                                  |
| Salinitet                         | Visoka koncentracija soli                                 | ~ 0,6                             |                                                                  |
| Isušivanje                        | pustinja Atakama (Čile), suva dolina Makmerdo (Antarktik) | ~60% relativna vlažnost           |                                                                  |
| Duboka kora                       | Pristupljeno u nekim rudnicima zlata                      |                                   | Halicephalobus mephisto, Mylonchulus brachyurus, neidentifikovani artropodi                                   |

## Klasifikacije
Postoje mnoge klase ekstremofila koje se mogu naći širom sveta; svaki odgovara načinu na koji se njegova ekološka niša razlikuje od mezofilnih uslova. Ove klasifikacije nisu isključive. Mnogi ekstremofili spadaju u više kategorija i klasifikovani su kao poliekstremofili. Na primer, organizmi koji žive u vrelim stenama duboko ispod površine Zemlje su termofilni i piezofilni, kao što je Thermococcus barophilus. Poliekstremofil koji živi na vrhu planine u pustinji Atakama može biti radiorezistentni kserofil, psihrofil i oligotrof. Poliekstremofili su dobro poznati po svojoj sposobnosti da tolerišu i visoke i niske nivoe pH vrednosti.

## Literatura
- Wilson, Z. E. & Brimble, M. A. (2009). „Molecules derived from the extremes of life”. Nat. Prod. Rep. 26 (1): 44—71. PMID 19374122. doi:10.1039/b800164m.
- Rossi M (2003). „Extremophiles 2002”. J Bacteriol. 185 (13): 3683—9. PMC 161588 . PMID 12813059. doi:10.1128/JB.185.13.3683-3689.2003.
- Satyanarayana, T.; Raghukumar, C.; Shivaji, S. (2005). „Extremophilic microbes: Diversity and perspectives”. Current Science. 89 (1): 78—90. Архивирано из оригинала 22. 04. 2014. г. Приступљено 10. 05. 2012.
- C.Michael Hogan (2010). „Extremophile”. Encyclopedia of Earth, National Council of Science & the Environment, eds. E,Monosson & C.Cleveland.
- Seckbach J, Oren A, Stan-Lotter H, ур. (2013). Polyextremophiles: life under multiple forms of stress. Dordrecht: Springer. ISBN 978-94-007-6488-0.
- Pennisi E (мај 1997). „In industry, extremophiles begin to make their mark”. Science. 276 (5313): 705—6. PMID 9157551. S2CID 37375496. doi:10.1126/science.276.5313.705.
- Brock TD (август 1997). „The value of basic research: discovery of Thermus aquaticus and other extreme thermophiles”. Genetics. 146 (4): 1207—10. PMC 1208068 . PMID 9258667. doi:10.1093/genetics/146.4.1207.

## Spoljašnje veze
- Ekstremna okruženja
- Extremophile Research Архивирано 18 октобар 2014 на сајту
- Eukaryotes in extreme environments
- The Research Center of Extremophiles Архивирано 11 јануар 2016 на сајту
- DaveDarling's Encyclopedia of Astrobiology, Astronomy, and Spaceflight
- The International Society for Extremophiles
- Idaho National Laboratory Архивирано 18 октобар 2014 на сајту
- Polyextremophile on David Darling's Encyclopedia of Astrobiology, Astronomy, and Spaceflight
- T-Limit Expedition Архивирано на веб-сајту  (6. мај 2021)